# Termon (Campodenno)
Termon  (Nones: Termón) ist eine Fraktion der italienischen Gemeinde (comune) Campodenno in der Provinz Trient, Region Trentino-Südtirol.

## Etymologie
Der Ort wurde erstmals 1215 als Tremuno erwähnt. 1389 erscheint er in der Schreibweise Tremono. Der Ursprung des Namens ist unklar. Mastrelli Anzilotti leitet den Namen aus einer hypothetischen lateinischen Vergrößerungsform *termen -ine zu terminus (dt. Grenze) ab. Der Name Termon nähme nach Mastrelli Anzilotti somit Bezug auf den Umstand, dass hier die Grenze zwischen der Pieve von Denno und der von Flavon verlief. Nach Carlo Battisti, Egon Kühebacher und anderen Autoren könnte der Name romanische Ursprünge haben. Ludwig Steub vermutete dagegen rätische Wurzeln. Diether Schürr lehnt eine Ableitung aus dem lateinischen terminus mit Verweisen auf die Lautform der Erstbelege und die Endsilbenbetonung ab und geht wie auch beim nahen Tramin ebenfalls von einem vorrömischen Sprachursprung aus.

## Geographie
Termon befindet sich im unteren Nonstal etwa 10 km südlich vom Hauptort des Tales Cles und etwa 30 km nordwestlich von der Provinzhauptstadt Trient entfernt. Die Ortschaft liegt auf einer Moränenterrasse auf der orographisch rechten Seite des Noce auf 595 m s.l.m. an den nordöstlichen Ausläufern der Brentagruppe. Der landwirtschaftlich geprägte Ort ist von Apfelplantagen umgeben. Neben dem Apfelanbau ist die Milchviehwirtschaft in Termon bedeutend.

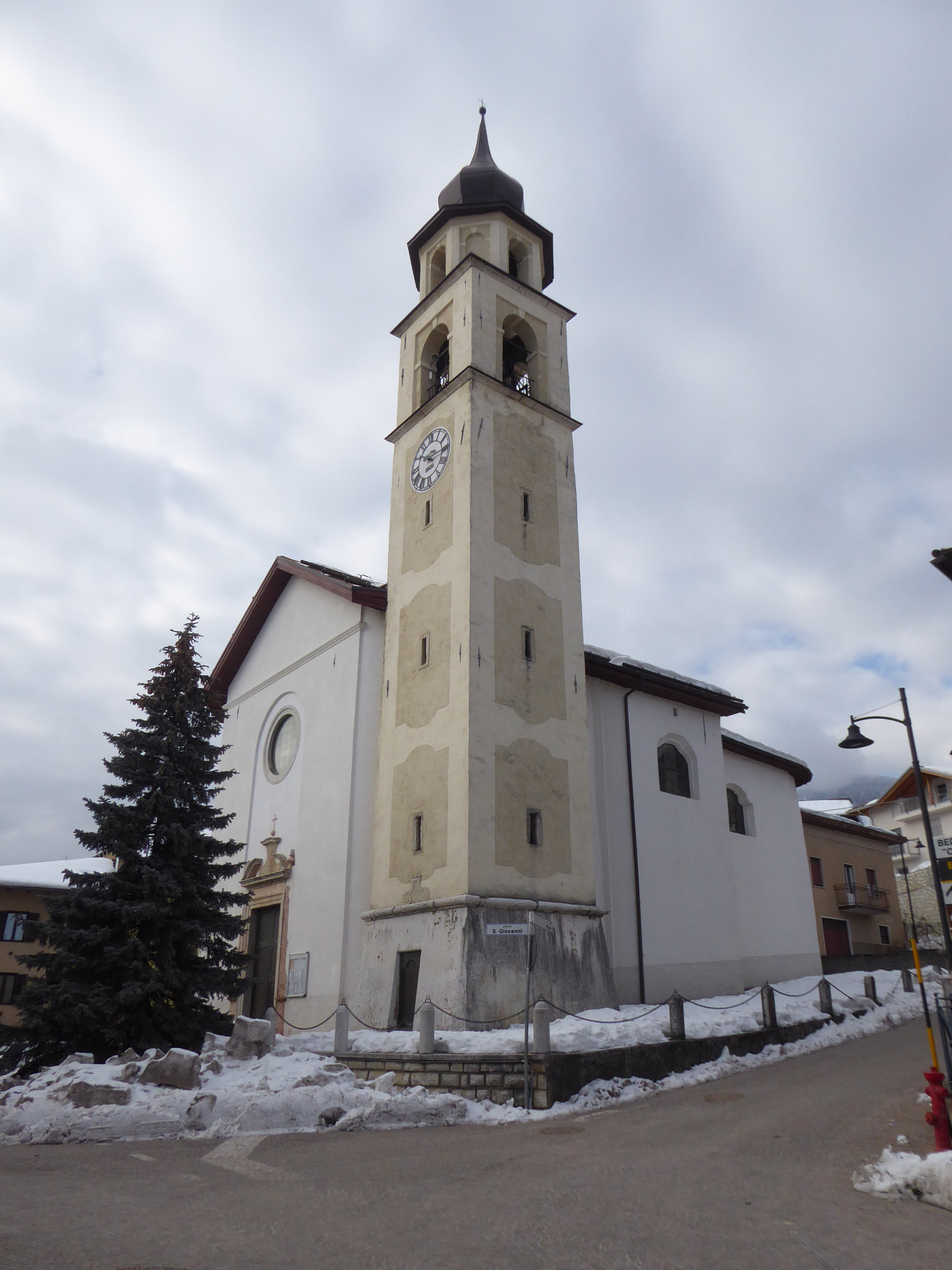
Pfarrkirche San Giovanni Battista

## Geschichte
Bis 1928 war Termon eine eigene Gemeinde und wurde im Zuge der 1927 beschlossenen faschistischen Gemeindereform, nach der Gemeinden unter 2000 Einwohnern eingemeindet werden sollten, der Gemeinde Denno angeschlossen. Die Eingemeindung wurde in der Bevölkerung wegen alter Rivalitäten mit Denno nicht positiv aufgenommen. 1951 stimmte die Bevölkerung von Termon zusammen mit den Einwohnern der ebenfalls 1928 nach Denno eingemeindeten Orte Campodenno, Dercolo, Lover und Quetta sich zur Gemeinde Campodenno zusammenzuschließen.

## Sehenswürdigkeiten
Die erstmals 1395 erwähnte und Ende des 18. Jahrhunderts neu errichtete Pfarrkirche ist Johannes dem Täufer geweiht und wurde 1967 zur Pfarrkirche erhoben.

## Verkehr
Durch den Ort führt die Provinzstraße SP 67 Lovernatico, die von der Strada Statale 43 della Val di Non abzweigt.